# Marblepsis costalis
Marblepsis costalis är en fjärilsart som beskrevs av Swinhoe 1906. Marblepsis costalis ingår i släktet Marblepsis och familjen tofsspinnare. Inga underarter finns listade i Catalogue of Life.